# Ryan Gunderson (amerikaifutball-edző)
Ryan Gunderson (Portland, Oregon, 1984. szeptember 22. –) amerikai amerikaifutball-játékos és -edző, 2024-től az Oregon State Beavers quarterbackjeinek edzője.

## Játékosként
2003 és 2007 között az Oregon State Beavers quarterbackje volt; pályafutása többségét tartalékosként töltötte, először az Oregon Ducks elleni 2005-ös Civil War mérkőzésen lépett pályára. 2007-ben csapatkapitánnyá nevezték ki.

## Edzőként
2007-ben építészmérnöki diplomát szerzett, majd a Beavers edzőhelyettese lett; Danny Langsdorf támadókoordinátorral élt, aki „elsőszülött gyermekének” nevezte. 2010-ben a számára létrehozott személyi igazgatóhelyettesi pozíciót kapta meg. 2014-ben a Nebraska Cornhuskers személyi igazgatója volt.
2017-ben a San Jose State Spartans quarterbackjeinek edzője, 2018-ban passzkoordinátora volt. 2019-ben jelölték a legjobb edzőhelyettesnek odaítélt Broyles-díjra. 2021 és 2023 között a UCLA Bruins quarterbackjeit edzette.
2023. december 4-én a Beavers támadókoordinátorává és quarterbackjeinek edzőjévé nevezték ki.

## Fordítás
- Ez a szócikk részben vagy egészben  a   Ryan Gunderson (American football) című angol Wikipédia-szócikk ezen változatának fordításán alapul.  Az eredeti cikk szerkesztőit annak laptörténete sorolja fel. Ez a jelzés csupán a megfogalmazás eredetét és a szerzői jogokat jelzi, nem szolgál a cikkben szereplő információk forrásmegjelöléseként.